# Syngenes inquinatus
Syngenes inquinatus är en insektsart som först beskrevs av Gerstaecker 1885.  Syngenes inquinatus ingår i släktet Syngenes och familjen myrlejonsländor. Inga underarter finns listade i Catalogue of Life.